# Guild Wars
Guild Wars é um jogo eletrônico para computadores com um sistema operativo Microsoft Windows desenvolvido pela ArenaNet e distribuído pela NCsoft. A ArenaNet cunhou o termo CORPG (em inglês, Competitive Online Role-playing Game) para descrever o jogo, que acaba por diferir dos MMORPGs tradicionais. Apesar de ser totalmente online, Guild Wars não possui mensalidade.

## Conceitos
Guild Wars é um jogo de RPG que estimula a formação de grupos. É praticamente impossível fazer a maioria dos objectivos sozinho. O mundo é divido em instances, várias partes do mesmo lugar copiadas para cada grupo, o que diminui o uso do servidor, porque quando o jogador viaja pelas áreas não civilizadas do jogo, apenas tem contacto com outros jogadores da sua equipe. Nas áreas civilizadas o conceito de MMORPG parece surgir, já que é possível ao jogador entrar em contacto com qualquer jogador, seja da sua equipe ou não, que também esteja na mesma área civilizada.
O jogador cria uma personagem e escolhe uma profissão primária, que irá influenciar o aspecto do personagem, ditar as armaduras e armas que poderá usar com maior eficácia, assim como as habilidades iniciais que terá à sua disposição. A dado ponto é-lhe permitido escolher uma segunda profissão, que não a mesma. Isto irá aumentar o conjunto de habilidades iniciais, podendo o jogador usar habilidades com ganhos de sinergia entre profissões diferentes. Há diferentes profissões disponíveis, sendo que cada uma tem características próprias. O personagem vai até ao nível vinte, no entanto após maximizar o nível é possível continuar a desbloquear habilidades através das missões existentes.

### Profissões
O jogo possui 6 profissões base (Warrior, Monk, Elementalist, Ranger, Necromancer e Mesmer), introduzidas no primeiro jogo, Guild Wars: Prophecies, que existem em todas as campanhas subsequentes. Nas duas campanhas seguintes, Guild Wars: Factions e Guild Wars: Nightfall, foram introduzidas 4 novas profissões (duas por campanha) que são exclusivas a cada campanha onde apareceram. Embora seja possível transitar com personagens dessas profissões por todo o mundo, apenas é possível criá-las nas campanhas correspondentes.
Na mais recente expansão, Guild Wars: Eye of the North, não foi introduzida nenhuma nova profissões por esta se tratar de uma expansão pura, e não de uma campanha stand-alone, pelo que não possui zona de iniciação para novas personagens.

### Batalhas
Guild Wars é orientado ao combate Player versus Player (jogador contra jogador) mais conhecido como PVP, sendo a maior parte dos eventos nessa área. Os clãs mais sucedidos nas batalhas e objectivos competitivos são pontuados no sistema de vitórias do jogo.
O componente PVP é composto por tipos de jogo que vão desde competições em arenas onde as equipes são geradas aleatoriamente, num máximo de quatro contra quatro jogadores, ou então Guild Matches em que dois grupos de jogadores se enfrentam.
Na vertente Player versus Environment (jogador contra ambiente), ou PVE, através de vários objectivos, o jogador poderá avançar na história do jogo cumprindo missões. Será também capaz de desbloquear novas habilidades, e ganhar pontos de experiência e diversas recompensas. Devido à dificuldade de certas missões, recomenda-se que se recorra à colaboração de vários jogadores organizados em equipas. Sempre que tal não seja possível, pode-se sempre recorrer ao sistema de henchman, mercenários controlados pelo computador.

## Expansões
O plano da ArenaNet para manter o jogo comercialmente viável, devido aos custos do servidor, é lançar pacotes de expansão. Com as expansões são introduzidas novas profissões com habilidades próprias, habilidades e técnicas especiais para as restantes, missões, e modos de PvP.

### Factions
A primeira expansão do jogo chama-se Guild Wars: Factions. Esta expansão leva as personagens para um novo continente chamado Cantha, que possui uma temática asiática e é localizado ao sul de Tyria, o continente original do jogo. Esta expansão traz também duas novas profissões, o Assassin que usa punhais e ataques rápidos, e o Ritualist que invoca espíritos para o ajudar a dominar o campo de batalha. Na compra de Guild Wars Factions o jogador pode optar por criar uma nova conta com limite de quatro personagens ou adicionar esta conta a uma antiga ganhando dois novos espaços para personagens. Apesar de ser uma expansão não precisa do jogo original.

### Nightfall
A segunda expansão da série chama-se Guild Wars: Nightfall. Também independente, essa expansão é traz duas novas profissões, o Dervish, um guerreiro sagrado que utiliza uma foice como arma, e tem como especialidade se beneficiar de encantos, e o Paragon, um arremessador de lanças com habilidades de liderança, com cantos e gritos de guerra para motivar a equipa. Guild Wars Nightfall passa-se numa temática norte-africana, e traz como uma das principais inovações o sistema de Heroes, permitindo que o jogador contrate heróis com equipamentos e habilidades personalizáveis, e os controle durante a batalha.

### Eye of the North
A verdadeira expansão do jogo é o Guild Wars: Eye of the North (abreviado para GWEN, possivelmente como alusão a uma das personagens mais conhecidas no jogo original, também presente nesta expansão). Nesta expansão, apenas personagens em nível 20 podem jogar, não é possível criar alguma. O cenário centra-se em Tyria, a terra do primeiro jogo (Prophecies), mais precisamente na região dos Far Shiverpeaks, o que resulta num aumento significativo do mapa original, e foca-se na existência de uma lenda no povo dos Anões, que ditava o fim do mundo com o aparecimento de uma raça maligna chamada de Destroyers (literalmente, destruidores). Esta expansão dá também foco à história dos refugiados de Ascalon e as suas relações com outros povos, muitos até à data desconhecidos: os Anões de Deldrimor, personagens já existentes e centrais na história do jogo original, os Asura, pequenas criaturas que vivem debaixo da terra e possuindo extrema inteligência, muito provavelmente baseados nas figuras mitológicas indianas com o mesmo nome, e ainda os Norn, humanóides gigantes com traços de cultura viquingue. São disponibilizados 10 novos Heroes para o jogador controlar nesta expansão, cobrindo todas as profissões existentes no jogo.

## Itens e unidades monetárias
A unidade monetária base no jogo é gold ou ouro. A um milhar de unidades de gold corresponde 1 unidade de platinum ou platina. É comum entre os jogadores designar cada milhar de unidades de gold por k (kilo). Existem vários tipos de itens e vários graus de raridade, que estão de acordo com o seu valor no mercado. Existe uma hierarquia de raridade dos itens, em que cada tipo de raridade corresponde a uma cor de texto na sua descrição.
Os items comuns não possuem qualquer propriedade especial, os mágicos possuem uma propriedade especial, os incomuns duas ou três, mas nunca nenhuma "perfeita" (ou seja, não possui a potência máxima que a propriedade pode oferecer no jogo), os raros possuem geralmente duas propriedades, com uma delas perfeita (existem excepções) e os únicos só podem ser apanhados ao matar certas personagens boss do jogo ou a terminar o próprio jogo e possuem todas as suas propriedades perfeitas, e várias vezes com um aspecto único.
Dado que até à data a quantidade máxima de gold que pode ser transaccionada entre dois jogadores é de 100 platinum, é comum os jogadores incluírem outros itens como unidade monetária. O caso mais famoso é o dos Globos de Ectoplasma (abreviado para ectos).